# Buse Kayacan
Buse Kayacan (15 de julio de 1992) es una jugadora profesional de voleibol turco, juego de posición líbero. Desde la temporada 2019/2020, elle juega para el equipo Nilüfer Belediyespor.

## Palmarés

### Clubes
Supercopa de Turquía:
- 2011, 2012

Copa de Turquía:
- 2012

Campeonato de Turquía:
- 2012
- 2013
- 2014

### Selección nacional
Liga Europea:
- 2015